# Pentaceropsis
Pentaceropsis is een monotypisch geslacht van straalvinnige vissen uit de familie van harnashoofdvissen (Pentacerotidae).

## Soort
- Pentaceropsis recurvirostris (Richardson, 1845)